# SDS (vrachtwagenmerk)
SDS Automobiles NV was een Belgische vrachtwagenfabrikant. Het bouwde zijn eigen chassis met daarop benzinemotoren van Hercules of dieselmotoren van Gardner en componenten van andere fabrikanten. Het bedrijf bestond van 1938 tot 1940 en was gevestigd in Merksem.